# クヴァシル

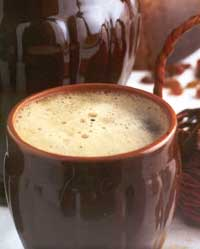
クワス

クヴァシル（クヴァシル、クワシール、クファシルとも。古ノルド語: Kvasir）は、北欧神話に登場する神である。
その名前は「醸した飲み物」を意味するクワス（露: kvas、諾: kvase）と語源が同じであり、本来は一種の酒の名称であったと考えられる。

## 概要
『スノッリのエッダ』第二部『詩語法』には、アース神族とヴァン神族が抗争(en)終了後に和睦を結ぶ記念として、全員が唾を器に吐き出したが、その和平の印である唾液を滅失させないために、唾液に人間の形を与えてクヴァシルという非常に賢い人物を作り出した。クヴァシルが答えられない質問は皆無であったと語られている。
また『ユングリング家のサガ』では、彼がヴァン神族で最も賢い神だとされている。ヴァン戦争の和睦の人質交換に際し、アース神族は非常に賢いミーミルを送ってきたため、ヴァン神族は彼と交換にクヴァシルをアースガルズへ送った。

## 『詩語法』でのエピソード
クヴァシルは世界中を回って自分の知識を広めようとした。しかし、彼は間もなく、ドワーフの兄弟のフィアラルとガラールによって、2人の住む洞窟で殺された。クヴァシルから搾り取られた血は、オーズレリルまたはオドレーリル(Óðrerir, OdhraerirもしくはOdroerer）という釜と、ソーンまたはソン(Són, Son)と、ボズンまたはボーデン(Boðn, BodenもしくはBodn)という名の壺に貯められた。兄弟はアース神族らには、クヴァシルが自身の知識で窒息して死んだと告げた。兄弟がクヴァシルの血と蜂蜜を混ぜ合わせて保管していたところ、血から詩を生み出す魔力のある詩の蜜酒が醸された。この出来事に由来し、詩は「クヴァシルの血」などと呼ばれることがある。

## 『ギュルヴィたぶらかし』でのエピソード
『スノッリのエッダ』第一部『ギュルヴィたぶらかし』第50章でのクヴァシルは、バルドルの蘇生を阻んだことを神々に処罰されることを恐れたロキが自分で作った後に焼いて処分した網の灰を見て、これが魚を捕まえる道具と見抜き、鮭に変身して川へ飛び込んだロキを捕えるのに網を作って使うように提案している。

## 備考
そのほかの北欧神話の題材のように、クヴァシルはポップカルチャーの分野に登場する。
- 特に目立つのは、カリフォルニア州フレズノのバンド・Tree Wizardの歌『Kvasir's Mead of Poetry』がある。
- ノルウェーの検索サイトには「Kvasir」という名前のものがある。
- 銀河英雄伝説では、帝国軍の提督メックリンガーの旗艦の名称になっている。